# Барабой (річка)
Барабо́й — річка в Україні, в межах Одеського району Одеської області. В межах курортного села Грибівка впадає до Чорного моря.
На історичних картах річка позначена під назвами Балка Канаєве і, раніше, Каная-Су (останнє від крим. Kanaya Suv — кривава вода).

## Топоніміка
Гідронім, є гібридним об'єднанням основ слів бара — "сире місце між горбами; вологе пониззя; калюжа, болото; впадина з вологим лугом; стояча вода, плавні; річка" та тюркського бой — "берег, узбережжя".[уточнити] [неякісне джерело]

## Опис
Довжина 71 км, площа водозбірного басейну 652 км². Похил річки 1 м/км. Долина трапецієподібна, завширшки 1,5—2 км. Річище нерозгалужене, частково випрямлене, проводиться розчищення, його ширина 10—20 м. Використовується на зрошення, рибництво, розведення водоплаваючої птиці. Вода з болотним присмаком, для пиття непридатна. Влітку міліє і пересихає. Споруджено невеличкі водосховища і ставки.

## Розташування
Барабой бере початок біля села Секретарівка. Тече переважно на південний схід і (місцями) на південь. Впадає до Чорного моря на південний схід від села Грибівки.
Вздовж річки Барабой розташовані населені пункти: місто Теплодар, а також села Грибівка, Дальник, Барабой та інші.
- На річці поблизу Теплодару розташоване Барабойське водосховище.

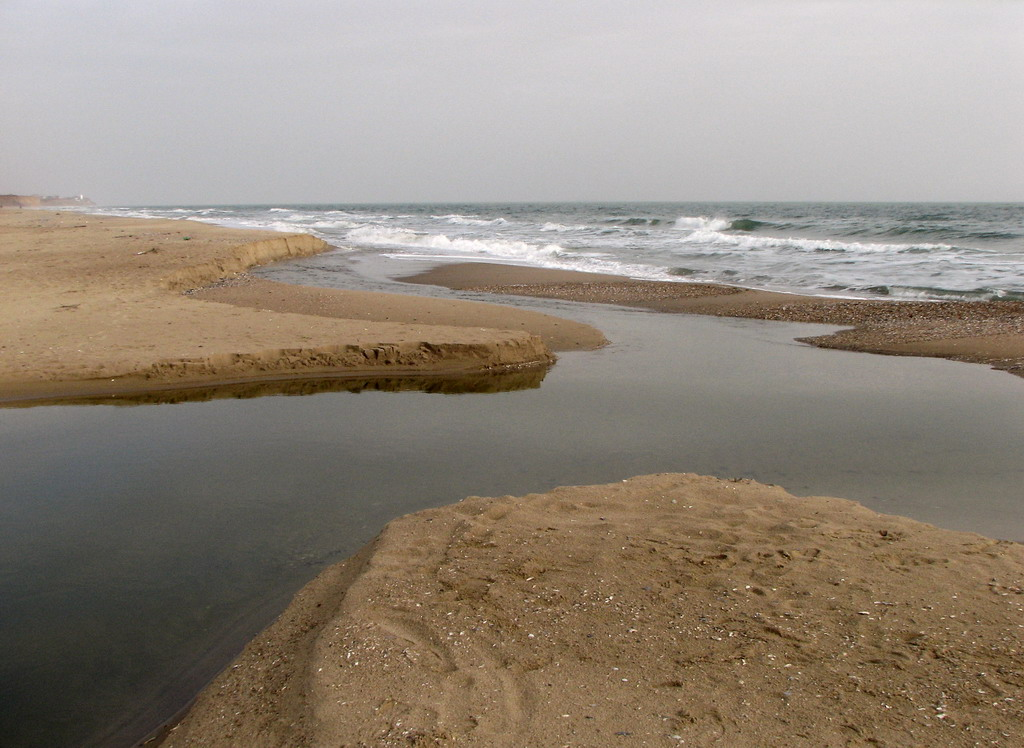
Барабой впадає до Чорного моря

## Історія
Колись річка Барабой була великою і повноводною, на ній існувало судноплавство. В річці була морська і річкова риба. В наш час річка обміліла, місцями пересохла, кількість риби помітно зменшилась.

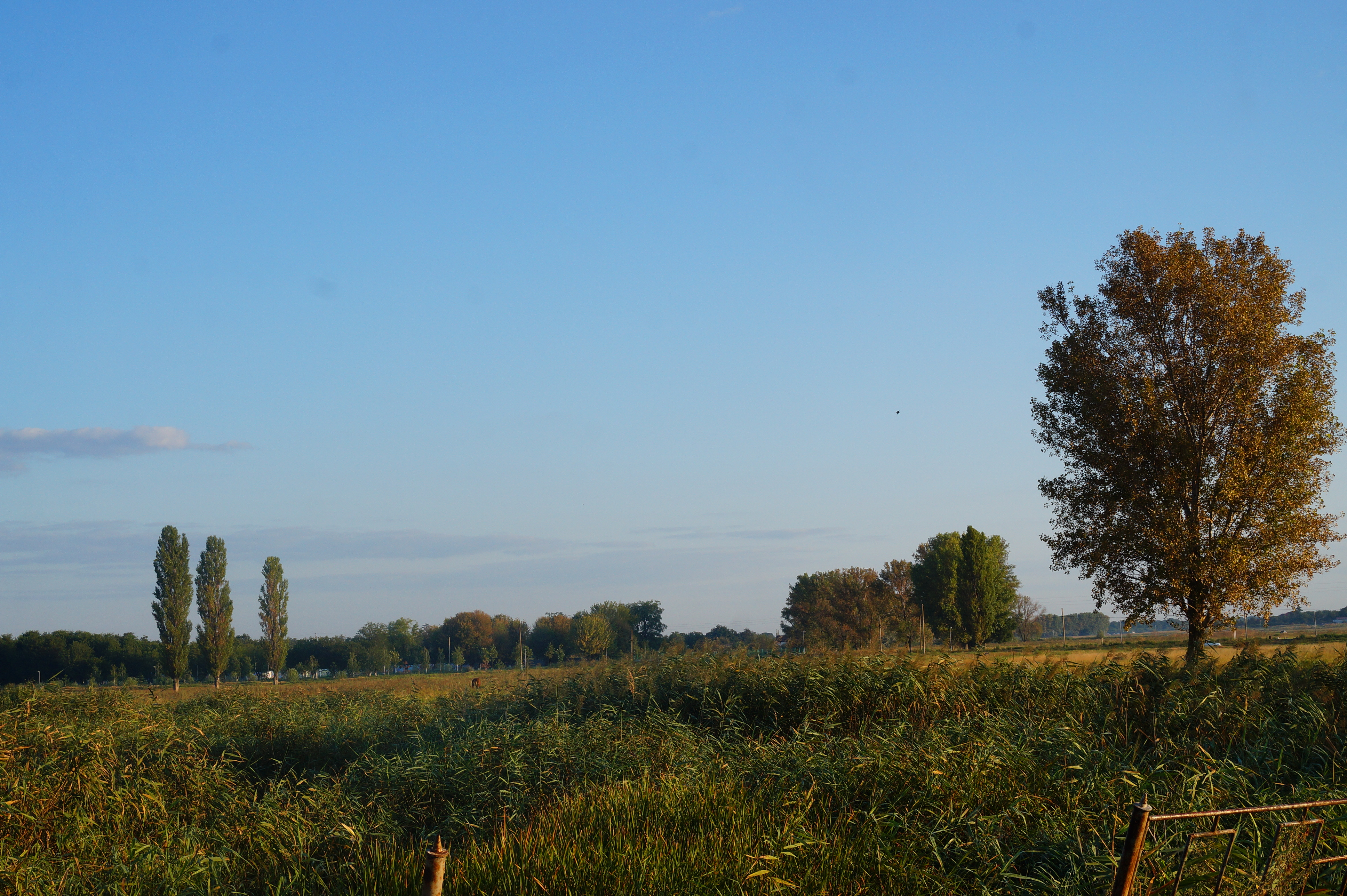
річка Барабой у Дальнику, серпень 2017